# Stray Cats
Stray Cats (читається: Стрей Кетс) — американський рокабілі-гурт, що був заснований в 1980 році гітаристом/вокалістом Брайаном Сетцером (Brian Setzer), бас-гітаристом Лі Рокером (Lee Rocker) та барабанщиком Слімом Джімом Фантомом (Slim Jim Phantom) в місцевості Масапекуа (Massapequa) на острові Лонг-Айленд, штат Нью-Йорк.
Гурт відомий багатьма синглами, що підкорили хіт-паради Великої Британії, Австралії та США, серед яких «Stray Cat Strut», «Sexy and 17», «Look at That Cadillac» «I Won't Stand in Your Way», «Bring it Back Again» та «Rock This Town», який Зала слави рок-н-ролу визнала однією з 500 найважливіших композицій в історії рок-н-ролу.

## Дискографія

### Альбоми
- Stray Cats (1981)
- Gonna Ball (1981)
- Built for Speed (1982)
- Rant N' Rave with the Stray Cats (1983)
- Rock Therapy (1986)
- Blast Off! (1989)
- Let's Go Faster! (1990)
- The Best of the Stray Cats: Rock This Town (1990)
- Choo Choo Hot Fish (1992)
- Original Cool (1993)
- Rumble in Brixton (2004)

### Сингли
- 1980 «Runaway Boys» — # 9 UK
- 1981 «Rock This Town» — # 9 US/ # 9 UK
- 1981 «Stray Cat Strut» — # 3 US/ # 11 UK
- 1981 «The Race Is On» — # 34 UK
- 1981 «You Don't Believe Me» — # 57 UK
- 1983 «(She's) Sexy And 17» — # 5 US/ # 29 UK
- 1983 «I Won't Stand In Your Way» — # 35 US
- 1989 «Bring It Back Again» — # 64 UK